# قرية كوكساكي (نيويورك)
قرية كوكساكي (بالإنجليزية: Coxsackie (village), New York)‏ هي منطقة سكنية تقع في الولايات المتحدة في مقاطعة غرين، نيويورك. يقدر عدد سكانها بـ 2,813 نسمة ومساحتها 6.7 كم2 وترتفع عن سطح البحر 43 متر.